# Mystaria occidentalis
Mystaria occidentalis es una especie de araña cangrejo del género Mystaria, familia Thomisidae.

## Distribución
Esta especie se encuentra en África: Guinea, Camerún, Congo, Mozambique, Ruanda, Sudáfrica, Tanzania y Uganda.

## Taxonomía
Fue descrita por Millot en 1942.
Tratamiento taxonómico
La especie aparece registrada y publicada en Les araignées de l’Afrique Occidentale Français: Thomisidae. Mémoires de l’Académie des Sciences de l’Institut de France (2) 65(1, 1941): 1–82.